# Рыжук, Дмитрий Юрьевич
Дми́трий Ю́рьевич Рыжу́к (укр. Дмитро Юрійович Рижук; род. 5 апреля 1992, Киев) — украинский футболист, защитник.

## Игровая карьера

### Клубная
Воспитанник ДЮФШ «Динамо» им. Валерия Лобановского. В команде динамовцев становился победителем чемпионата и лучшим защитником ДЮФЛ Украины сезона 2008/09 годов. После выпуска играл за «Динамо-2» в первой лиге чемпионата Украины. Входил в сборную U-21 сезона 2012/13 Первой лиги на позиция «Центральный защитник» по версии портала Football.ua. Становился победителем Мемориала Макарова 2013 года.
В марте 2015 года вместе с ещё двумя «динамовцами» Евгением Селиным и Артёмом Бесединым перешёл на правах аренды в харьковский «Металлист», испытывающий недостаток исполнителей после ухода из команды легионеров и бойкота оставшихся игроков старта весенней части чемпионата Украины из-за невыполнения клубом контрактных обязательств перед ними. Аренда была рассчитана до 1 июня 2015 года.
В составе «Металлиста» дебютировал 4 марта 2015 года в рамках 1/4 финала Кубка Украины против донецкого «Шахтёра», заменив перед перерывом Богдана Бойчука. В следующем календарном матче харьковчан против того же «Шахтёра» футболист сыграл свой первый матч в Премьер-лиге. В дебютной игре Рыжук вышел в стартовом составе и в самом конце первого тайма получил красную карточку, нарушив правила в штрафной площадке против Илсиньо. Бразилец сразу же рухнул на траву, а арбитр Анатолий Жабченко расценил эпизод, как фол последней надежды.
В июле 2015 года согласился продлить условия аренды с «Металлистом» до окончания 2015 года.
На международной арене Рыжук далее защищал цвета израильского «Хапоэля» (Акко) и белорусского «Минска». Далее он продолжил карьеру в Казахстане, играя за «Окжетпес» и карагандинский «Шахтёр». Летом 2025 года стал игроком клуба «Атырау».

### Международная
С 2007 по 2011 год выступал за юношеские сборные Украины всех возрастных категорий, был капитаном команды. В составе молодёжной сборной становился серебряным призёром Кубка Содружества 2013 года.